# Gran Premio Canal de Castilla
El Gran Premio Canal de Castilla es un proyecto de carrera ciclista en España, en principio de carácter cicloturista aunque sin descartar que pueda llegar a ser profesional.
Conocida como la Roubaix Castellana Su característica principal radicara en atravesar tramos no asfaltados similares a las carreras profesionales de la Montepaschi Eroica o la Tro Bro Leon. Teniendo esta más de 90 km con firmes no convencionales.
Para la marcha cicloturista se propusieron inicialmente dos trazados alternándose cada uno en los años pares e impares. Cada uno con más de 220 km de los cuales más de 90 con tramos no asfaltados y el segundo de ellos con final en alto.
El primer intento de organizarla fue el 19 de junio de 2010 con la autorización de la Federación Española de Ciclismo, aunque se suspendó por falta de presupuesto.

## Ediciones

### Primeros años
El 18 de junio de 2011 se realizó una salida "no organizada" en la que se dio a conocer el proyecto
Finalmente el 7 de julio de 2012 se celebró la I edición de la Marcha Cicloturista, que tuvo inicio y final en Medina de Rioseco (provincia de Valladolid), con un nuevo recorrido de 228 km. La marcha contó con la participación de más de 130 cicloturistas, entre los que se encontraba el exciclista profesional Pedro Horrillo, que apadrinó la prueba.
El GP Canal de Castilla 2012 contó además con una marcha corta, el Retro GP Canal de Castilla, reservado a bicicletas de carretera anteriores a 1987 y ciclista atiaviados con maillots clásicos y un Encuentro Nacional de Bicis Clásicas y Antiguas por las calles de Medina de Rioseco. 
El éxito de la primera edición se vio interrumpido en 2013, donde tras recibir un informe negativo de las autoridades de Tráfico, sólo se celebró la II Edición del Encuentro Nacional de Bicis Clásicas y Antiguas GPCC

### Consolidación de la marcha cicloturista
En 2014 el GP Canal de Castilla programaron las siguientes actividades, concentradas en el tercer fin de semana de julio, siendo la campeona del mundo Dori Ruano la invitada especial de la edición. 
- Marcha cicloturista GPCC: sábado 19 de julio. 163 km. por las provincias de Valladolid y Palencia. Incluye 10 tramos no asfaltados que suman 51 km.
- Retro GP de Castilla: domingo 20 de julio. 66 km reservados a bicicletas de carretera anteriores a 1987 y maillots “vintage”
- Concentración Nacional de Bicis Clásicas: domingo 20 de julio, por las calles de Medina de Rioseco.
- Exposición “Pasión por lo Clásico”: 18, 19 y 20 de julio. Exposición de bicicletas antiguas en la Fábrica de Harinas San Antonio de Medina de Rioseco. Se verán bicicletas del siglo XIX y de la marca alemana Opel.
- Canal Solidario: 19 y 20 de julio. Recogida de alimentos en la Zona de Meta a beneficio de la Cruz Roja.

En 2015 se volvió a organizar con igual formato que en 2014 (Marcha cicloturista, marcha retro y paseo de clásicas), de nuevo en julio, siendo el invitado especial el mítico comentarista Ángel María de Pablos.
En 2018 y con Federico Martín Bahamontes como homenajeado, el GP de Castilla ha adoptado un formato totalmente Retro y se ha trasladado al otoño, concretamente a la tercera semana de octubre, cuando las hojas amarilla del histórico canal hacen de rodar por sus sirgas un espectáculo increíble. En este nuevo escenario el GPCC cuenta con una marcha Retro (con dos versiones de 67 y 97 km), un paseo de bicis clásicas, un mercadillo ciclista y exposición de bicis clásicas, así como actividades culturales paralelas.